# Rychlobruslení na Zimních olympijských hrách 2018 – 5000 metrů muži
Závod na 5000 metrů mužů na Zimních olympijských hrách 2018 se konal v hale Gangneung Oval v Kangnungu dne 11. února 2018.
V olympijském rekordu vyhrál závod Nizozemec Sven Kramer, který na této distanci zvítězil na ZOH již potřetí za sebou. Další medaile získali Kanaďan Ted-Jan Bloemen a Nor Sverre Lunde Pedersen, pro které to byly první olympijské medaile v kariéře a kteří svedli ve společné rozjížďce těsný souboj, jenž skončil rozdílem dvou tisícin sekundy lépe pro Bloemena. Češi v závodě nestartovali.

## Rekordy
Před závodem měly rekordy následující hodnoty:
| Světový rekord    | Ted-Jan Bloemen | 6:01,86 | Utah Olympic Oval, Salt Lake City | 10. prosince 2017 |
| Olympijský rekord | Sven Kramer     | 6:10,76 | Adler-Arena, Soči                 | 8. února 2014     |
| Rekord dráhy      | Sven Kramer     | 6:06,82 |                                   | 9. února 2017     |

V závodě pokořil svůj vlastní olympijský rekord Sven Kramer, který dobruslil do cíle v čase 6:09,76.

## Výsledky
| Pořadí           | Dvojice | Dráha | Jméno                 | Země                   | Čas          | Ztráta |
| ---------------- | ------- | ----- | --------------------- | ---------------------- | ------------ | ------ |
| Zlatá medaile    | 10      | I     | Sven Kramer           | Nizozemsko             | 6:09,76 (OR) | 0,00   |
| Stříbrná medaile | 9       | I     | Ted-Jan Bloemen       | Kanada                 | 6:11,616     | +1,85  |
| Bronzová medaile | 9       | O     | Sverre Lunde Pedersen | Norsko                 | 6:11,618     | +1,85  |
| 4.               | 8       | O     | Peter Michael         | Nový Zéland            | 6:14,07      | +4,31  |
| 5.               | 5       | I     | I Sung-hun            | Jižní Korea            | 6:14,15      | +4,39  |
| 6.               | 5       | O     | Bart Swings           | Belgie                 | 6:14,57      | +4,81  |
| 7.               | 8       | I     | Jan Blokhuijsen       | Nizozemsko             | 6:14,75      | +4,99  |
| 8.               | 11      | I     | Nicola Tumolero       | Itálie                 | 6:15,48      | +5,72  |
| 9.               | 3       | O     | Seitaró Ičinohe       | Japonsko               | 6:16,55      | +6,79  |
| 10.              | 10      | O     | Patrick Beckert       | Německo                | 6:17,91      | +8,15  |
| 11.              | 7       | O     | Alexis Contin         | Francie                | 6:18,13      | +8,37  |
| 12.              | 11      | O     | Moritz Geisreiter     | Německo                | 6:18,34      | +8,58  |
| 13.              | 4       | I     | Simen Spieler Nilsen  | Norsko                 | 6:18,39      | +8,63  |
| 14.              | 1       | O     | Nils van der Poel     | Švédsko                | 6:19,06      | +9,30  |
| 15.              | 4       | O     | Bob de Vries          | Nizozemsko             | 6:22,26      | +12,50 |
| 16.              | 2       | O     | Rjósuke Cučija        | Japonsko               | 6:22,45      | +12,69 |
| 17.              | 3       | I     | Livio Wenger          | Švýcarsko              | 6:24,16      | +14,40 |
| 18.              | 6       | O     | Håvard Bøkko          | Norsko                 | 6:24,50      | +14,74 |
| 19.              | 7       | I     | Davide Ghiotto        | Itálie                 | 6:29,25      | +19,49 |
| 20.              | 6       | I     | Andrea Giovannini     | Itálie                 | 6:30,71      | +20,95 |
| 21.              | 2       | I     | Emery Lehman          | Spojené státy americké | 6:31,16      | +21,40 |
| 22.              | 1       | I     | Adrian Wielgat        | Polsko                 | 6:31,71      | +21,95 |

### Mezičasy medailistů
| Jméno                 | Země       | 200 m         | 600 m         | 1000 m          | 1400 m          | 1800 m          | 2200 m          | 2600 m          | 3000 m          | 3400 m          | 3800 m          | 4200 m          | 4600 m          | Cíl             |
| --------------------- | ---------- | ------------- | ------------- | --------------- | --------------- | --------------- | --------------- | --------------- | --------------- | --------------- | --------------- | --------------- | --------------- | --------------- |
| Sven Kramer           | Nizozemsko | 18,82 (+0,26) | 47,80 (+0,68) | 1:17,30 (+1,52) | 1:46,42 (+1,50) | 2:15,76 (+1,58) | 2:45,10 (+1,62) | 3:14,10 (+1,10) | 3:43,42 (+0,71) | 4:12,52 (0,00)  | 4:41,59 (0,00)  | 5:10,77 (0,00)  | 5:40,29 (0,00)  | 6:09,76 (0,00)  |
| Ted-Jan Bloemen       | Kanada     | 18,56 (0,00)  | 47,12 (0,00)  | 1:15,78 (0,00)  | 1:44,92 (0,00)  | 2:14,18 (0,00)  | 2:43,48 (0,00)  | 3:13,00 (0,00)  | 3:42,71 (0,00)  | 4:12,71 (+0,19) | 4:42,61 (+1,02) | 5:12,59 (+1,82) | 5:42,17 (+1,88) | 6:11,61 (+1,85) |
| Sverre Lunde Pedersen | Norsko     | 18,71 (+0,15) | 47,69 (+0,57) | 1:16,51 (+0,73) | 1:45,82 (+0,90) | 2:15,35 (+1,17) | 2:44,56 (+1,08) | 3:13,76 (+0,76) | 3:43,02 (+0,31) | 4:12,62 (+0,10) | 4:42,08 (+0,49) | 5:11,58 (+0,81) | 5:41,29 (+1,00) | 6:11,61 (+1,85) |